# Vincent Le Goff
Pour les articles homonymes, voir Le Goff.
Vincent Le Goff, né le 15 octobre 1989 à Quimper en France, est un footballeur français qui a évolué au poste de défenseur gauche.

## Biographie

### Enfance et formation
Vincent Le Goff naît à Quimper le 15 octobre 1989 d'un père huissier de justice et d'une mère au foyer. Il fait ses débuts à l'Étoile Sportive de Kerfeunteun comme meneur de jeu. Il intègre le centre de préformation de Ploufragan à l'âge de 13 ans. Deux ans plus tard, à l'âge de 15 ans, il rejoint le centre de formation du FC Nantes, où il reste cinq années. En 2006 il est champion de France des 16 ans sous les ordres de Laurent Guyot. En 2008 il est un membre important de l'équipe réserve en CFA2.

### Carrière amateur
Laissé libre par le Football Club de Nantes au terme de son contrat stagiaire, il effectue un essai non concluant à Vannes en mai 2009. En juillet il s'engage sous contrat amateur avec le Stade lavallois avec lequel il joue deux matchs en Ligue 2. La saison suivante, il signe à La Vitréenne en CFA et reprend en parallèle des études de droit à l'université de Rennes. Son bilan sur la saison est de 32 matchs pour sept buts. En 2011, il signe un contrat en faveur du Vendée Poiré-sur-Vie Football, où il suit Oswald Tanchot. Il s'agit d'une progression pour lui, le club évoluant en National. Il y reste deux années, dont la dernière marquée par une victoire en 32e de finale de Coupe de France contre Le Mans et une très belle saison en National, avant de rallier Istres, club de Ligue 2.

### Carrière professionnelle
Il paraphe son premier contrat professionnel avec le FC Istres Ouest Provence au début de l'été 2013. Il s'impose rapidement sur l'aile gauche de la défense en devenant un titulaire indiscutable et ayant à la fin de la saison 2013-2014 le plus grand nombre de matchs joués de son équipe.
Le 16 juillet 2014, il signe un contrat de quatre ans au FC Lorient afin d'être la doublure de Raphaël Guerreiro, ayant ainsi l'occasion de retrouver sa région natale et de découvrir la Ligue 1. Lors de la 6e journée de Ligue 1, il connait sa première titularisation dans ce championnat à la Mosson face à Montpellier (défaite 1-0). Il y marque son premier but à Chaban-Delmas face aux Girondins de Bordeaux lors de la 17e journée, le 6 décembre 2014 (défaite 3-2). À la suite des difficultés du club breton, 17e au soir de la 11e journée, Guerreiro est repositionné au poste de milieu gauche, Vincent Le Goff s'installant alors sur le flanc gauche de la défense, enchaînant 23 titularisations en Ligue 1. Le 9 août 2017, son contrat est prolongé jusqu'en 2020, Mickaël Landreau, son entraîneur, se réjouit alors de pouvoir compter sur un profil de joueur intéressant, à l'exemplarité sur ou en dehors du terrain et doté d'années d'expérience passées au club. Il est élu dans l'équipe type de Ligue 2 en 2018. Lors de la saison 2019-2020 il est le délégué syndical de l'UNFP au sein du FC Lorient.
Le 30 janvier 2024, le FC Lorient annonce que Vincent Le Goff met fin à sa carrière à l'âge de 34 ans. Il aura notamment disputé neuf saisons et demie sous le maillot des Merlus. Avec 322 matchs, il est le deuxième joueur le plus capé du club morbihannais derrière Fabien Audard (352).

### Sélection régionale
Il est appelé pour la première fois en équipe de Bretagne le 16 mai 2013 dans le cadre d'un match de solidarité avec le Mali. En avril 2016, il fait partie d'une liste de 58 joueurs sélectionnables en équipe de Bretagne, dévoilée par Raymond Domenech qui en est le nouveau sélectionneur. Le Goff est blessé et la tournée prévue en Afrique est annulée, mais il précise se tenir à disposition de l'équipe de Bretagne.

## Position sur le terrain
Durant sa période amateur, Vincent Le Goff évoluait attaquant ou milieu offensif. C’est à la suite de son arrivée au Poiré-sur-Vie qu'il est descendu sur le terrain et s'est installé au poste de latéral gauche.

## Statistiques
| Saison                | Club                  | Championnat           | Championnat | Championnat | Championnat | Coupe nationale | Coupe nationale | Coupe nationale | Coupe de la Ligue | Coupe de la Ligue | Coupe de la Ligue | Autres compétitions | Autres compétitions | Autres compétitions | Autres compétitions | Total | Total | Total |
| Saison                | Club                  | Division              | M.          | B.          | P.d.        | M.              | B.              | P.d.            | M.                | B.                | P.d.              | Comp.               | M.                  | B.                  | P.d.                | M.    | B.    | P.d.  |
| 2009-2010             | Stade lavallois       | Ligue 2               | 2           | 0           | 0           | -               | -               | -               | -                 | -                 | -                 | -                   | -                   | -                   | -                   | 2     | 0     | 0     |
| 2010-2011             | La Vitréenne FC       | CFA                   | 32          | 7           | 0           | 2               | 0               | 0               | -                 | -                 | -                 | -                   | -                   | -                   | -                   | 34    | 7     | 0     |
| 2011-2012             | Le Poiré-sur-Vie VF   | National              | 26          | 1           | 0           | -               | -               | -               | -                 | -                 | -                 | -                   | -                   | -                   | -                   | 26    | 1     | 0     |
| 2012-2013             | Le Poiré-sur-Vie VF   | National              | 33          | 0           | 0           | 4               | 0               | 0               | -                 | -                 | -                 | -                   | -                   | -                   | -                   | 37    | 0     | 0     |
| Sous-total            | Sous-total            | Sous-total            | 59          | 1           | 0           | 4               | 0               | 0               | 0                 | 0                 | 0                 | -                   | 0                   | 0                   | 0                   | 63    | 1     | 0     |
| 2013-2014             | FC Istres OP          | Ligue 2               | 38          | 2           | 0           | 3               | 0               | 0               | 1                 | 1                 | 0                 | -                   | -                   | -                   | -                   | 42    | 3     | 0     |
| 2014-2015             | FC Lorient            | Ligue 1               | 28          | 1           | 1           | 1               | 0               | 0               | 1                 | 0                 | 0                 | -                   | -                   | -                   | -                   | 30    | 1     | 1     |
| 2015-2016             | FC Lorient            | Ligue 1               | 27          | 0           | 0           | 2               | 0               | 0               | 2                 | 0                 | 0                 | -                   | -                   | -                   | -                   | 31    | 0     | 0     |
| 2016-2017             | FC Lorient            | Ligue 1               | 38          | 1           | 1           | 3               | 0               | 0               | -                 | -                 | -                 | BR                  | 2                   | 0                   | 0                   | 43    | 1     | 1     |
| 2017-2018             | FC Lorient            | Ligue 2               | 38          | 2           | 7           | 2               | 0               | 1               | 3                 | 0                 | 1                 | -                   | -                   | -                   | -                   | 43    | 2     | 9     |
| 2018-2019             | FC Lorient            | Ligue 2               | 37          | 3           | 6           | -               | -               | -               | 1                 | 0                 | 0                 | -                   | -                   | -                   | -                   | 38    | 3     | 6     |
| 2019-2020             | FC Lorient            | Ligue 2               | 27          | 1           | 8           | 2               | 0               | 0               | -                 | -                 | -                 | -                   | -                   | -                   | -                   | 29    | 1     | 8     |
| 2020-2021             | FC Lorient            | Ligue 1               | 26          | 0           | 0           | 1               | 0               | 0               | -                 | -                 | -                 | -                   | -                   | -                   | -                   | 27    | 0     | 0     |
| 2021-2022             | FC Lorient            | Ligue 1               | 34          | 1           | 2           | -               | -               | -               | -                 | -                 | -                 | -                   | -                   | -                   | -                   | 34    | 1     | 2     |
| 2022-2023             | FC Lorient            | Ligue 1               | 37          | 0           | 0           | 1               | 0               | 0               | -                 | -                 | -                 | -                   | -                   | -                   | -                   | 38    | 0     | 0     |
| 2023-2024             | FC Lorient            | Ligue 1               | 9           | 1           | 1           | -               | -               | -               | -                 | -                 | -                 | -                   | -                   | -                   | -                   | 9     | 1     | 1     |
| Sous-total            | Sous-total            | Sous-total            | 301         | 10          | 26          | 12              | 0               | 1               | 7                 | 0                 | 1                 | -                   | 2                   | 0                   | 0                   | 322   | 10    | 28    |
| Total sur la carrière | Total sur la carrière | Total sur la carrière | 432         | 20          | 26          | 21              | 0               | 1               | 8                 | 1                 | 1                 | -                   | 2                   | 0                   | 0                   | 463   | 21    | 28    |